# Hans Spaan
Hans Spaan (Castricum, Países Bajos, 24 de diciembre de 1958) es un expiloto de motociclismo neerlandés. Tuvo sus mejores años en 1989 cuando ganó cuatro carreras y terminó la temporada en segundo lugar detrás de Àlex Crivillé en el campeonato del mundo de 125cc, y en 1990 cuando ganó cinco carreras y terminó de nuevo en segundo lugar en 125cc, esta vez detrás de Loris Capirossi.
Después de su retirada, Spaan crea (junto al también expiloto neerlandés Arie Molenaar, un equipo para disputar el Mundial de 125 cc en el campeonato mundial). Ya en el primer año en 1995, el equipo gana el título mundial con el piloto japonés Haruchika Aoki, título que revalida el año siguiente. Posteriormente, Spaan, en su papel de mecánico jefe en Molenaar Racing, también trabajó con Suzuki en su equipo de 250 cc. En el 2000, trabaja como director técnico para el equipo neerlandés Rizla-Honda, que disputó la categoría 500 cc con Jurgen van den Goorbergh en una v2-Tsr-Honda.

## Resultados en el Campeonato del Mundo
Sistema de puntuación desde 1969 hasta 1987:
| Posición | 1.º | 2.º | 3.º | 4.º | 5.º | 6.º | 7.º | 8.º | 9.º | 10.º |
| Puntos   | 15  | 12  | 10  | 8   | 6   | 5   | 4   | 3   | 2   | 1    |

Sistema de puntuación desde 1988 hasta 1991:
| Posición | 1.º | 2.º | 3.º | 4.º | 5.º | 6.º | 7.º | 8.º | 9.º | 10.º | 11.º | 12.º | 13.º | 14.º | 15.º |
| Puntos   | 20  | 17  | 15  | 13  | 11  | 10  | 9   | 8   | 7   | 6    | 5    | 4    | 3    | 2    | 1    |

Sistema de puntuación de 1993 hasta 2022:
| Posición | 1.º | 2.º | 3.º | 4.º | 5.º | 6.º | 7.º | 8.º | 9.º | 10.º | 11.º | 12.º | 13.º | 14.º | 15.º |
| Puntos   | 25  | 20  | 16  | 13  | 11  | 10  | 9   | 8   | 7   | 6    | 5    | 4    | 3    | 2    | 1    |

| Año  | Cat.  | Equipo     | 1       | 2       | 3       | 4       | 5       | 6       | 7       | 8       | 9       | 10      | 11      | 12      | 13      | 14      | Pts. | Pos. |
| ---- | ----- | ---------- | ------- | ------- | ------- | ------- | ------- | ------- | ------- | ------- | ------- | ------- | ------- | ------- | ------- | ------- | ---- | ---- |
| 1980 | 50cc  | Kreidler   | NAT -   | ESP -   | YUG 16  | NED 4   | BEL 4   | GER 4   |         |         |         |         |         |         |         |         | 6.º  | 24   |
| 1981 | 50cc  | Kreidler   |         |         | GER -   | NAT -   |         | ESP -   | YUG Ret | NED -   | BEL -   | RSM -   |         |         |         | CZE Ret | NC   | 0    |
| 1981 | 125cc | MBA        | ARG -   | AUT -   | GER -   | NAT -   | FRA -   | ESP -   | YUG DNS | NED -   |         | RSM -   | GBR -   | FIN -   | SWE -   |         | NC   | 0    |
| 1982 | 50cc  | Kreidler   |         |         |         | ESP 8   | NAT Ret | NED 9   |         | YUG 7   |         |         |         |         | RSM 8   | GER Ret | 9.º  | 12   |
| 1982 | 125cc | MBA        | ARG -   | AUT -   | FRA -   | ESP -   | NAT -   | NED 22  | BEL -   | YUG -   | GBR -   | SWE -   | FIN -   | CZE -   |         |         | NC   | 0    |
| 1983 | 50cc  | Kreidler   | FRA Ret | NAT 5   | GER 6   | ESP 7   |         | YUG 2   | NED 9   |         |         |         | RSM 6   |         |         |         | 4.º  | 34   |
| 1983 | 125cc | MBA        | FRA Ret | NAT -   | GER Ret | ESP Ret | AUT -   | YUG Ret | NED Ret | BEL -   | GBR -   | SWE -   | RSM -   |         |         |         | NC   | 0    |
| 1984 | 80cc  | Huvo-Casal | NAT 4   | ESP 5   | AUT 6   | GER Ret |         | NED 2   | BEL 3   | RSM Ret |         |         |         |         |         |         | 6.º  | 47   |
| 1984 | 80cc  | Kreidler   |         |         |         |         | YUG 5   |         |         |         |         |         |         |         |         |         | 6.º  | 47   |
| 1985 | 80cc  | Huvo-Casal | ESP Ret | GER 6   | NAT DNS | YUG -   | NED -   | FRA -   | RSM 4   |         |         |         |         |         |         |         | 12.º | 13   |
| 1986 | 80cc  | Huvo-Casal | ESP 18  | NAT 7   | GER 6   | AUT 4   | YUG 5   | NED 3   | GBR 5   | RSM 4   | BWU 3   |         |         |         |         |         | 4.º  | 57   |
| 1987 | 80cc  | Casal      | ESP DNS | GER -   | NAT -   | AUT 6   | YUG 8   | NED Ret |         | GBR Ret |         | CZE 12  | RSM 8   | POR 11  |         |         | 13.º | 11   |
| 1987 | 125cc | MBA        | ESP DNS | GER -   | NAT -   | AUT -   |         | NED DNQ | FRA DNQ | GBR -   | SWE -   | CZE -   | RSM -   | POR -   |         |         | NC   | 0    |
| 1988 | 125cc | Honda      | ESP 10  | NAT 5   | GER 3   | AUT 6   | NED 3   | BEL 4   | YUG 14  | FRA 12  | GBR 10  | SWE 4   | CZE 3   |         |         |         | 3.º  | 110  |
| 1989 | 125cc | Honda      | JPN Ret | AUS 8   | ESP Ret | NAT 2   | GER 4   | AUT 1   | NED 1   | BEL 1   | FRA Ret | GBR 1   | SWE 2   | CZE 2   |         |         | 2.º  | 152  |
| 1990 | 125cc | Honda      | JPN 1   | ESP DNS | NAT 4   | GER 4   | AUT 12  | YUG 12  | NED Ret | BEL 1   | FRA 1   | GBR 3   | SWE 1   | CZE 1   | HUN 5   | AUS 4   | 2.º  | 173  |
| 1991 | 125cc | Honda      | JPN 16  | AUS 9   | ESP 8   | ITA 5   | GER 12  | AUT 5   | EUR 16  | NED 7   | FRA 19  | GBR DNS | RSM 20  | CZE 16  | MAL 12  |         | 14.º | 54   |
| 1992 | 125cc | Aprilia    | JPN Ret | AUS 12  | MAL 9   | ESP 13  | ITA Ret | EUR 11  | GER 12  | NED 20  | HUN 6   | FRA 9   | GBR Ret | BRA Ret | RSA 9   |         | 13.º | 12   |
| 1993 | 125cc | Rumi       | AUS 19  | MAL DNS | JPN 21  | ESP 17  |         |         |         |         |         |         |         |         |         |         | 25.º | 16   |
| 1993 | 125cc | Honda      |         |         |         |         | AUT 23  | GER 21  | NED 5   | EUR 11  | RSM 19  | GBR 21  | CZE 18  | ITA 23  | USA 19  | FIM 19  | 25.º | 16   |
| 1994 | 125cc | Honda      | AUS 24  | MAL 23  | JPN Ret | ESP 17  | AUT 23  | GER Ret | NED 20  | ITA 22  | FRA 23  | GBR Ret | CZE Ret | USA Ret | ARG Ret | EUR 23  | NC   | 0    |

| Color     | Resultado                                                               |
| --------- | ----------------------------------------------------------------------- |
| Oro       | Ganador                                                                 |
| Plata     | 2.ª plaza                                                               |
| Bronce    | 3.ª plaza                                                               |
| Verde     | Finalizó en los puntos                                                  |
| Azul      | Finalizó sin puntos                                                     |
| Azul      | NC - No clasificado                                                     |
| Violeta   | Ret - No terminó (Carrera)                                              |
| Rojo      | DNQ - No se clasificó                                                   |
| Negro     | DSQ - Descalificado                                                     |
| Blanco    | DNS - No empezó (carrera)                                               |
| Blanco    | WD - Retirado (fin de semana)                                           |
| Blanco    | C - Carrera cancelada                                                   |
| Sin color | DNP - Inscrito pero no participó                                        |
| Sin color | INJ - Lesionado                                                         |
| Sin color | EX - Excluido                                                           |
| Estado    | Resultado                                                               |
| Negrita   | Pole position                                                           |
| Cursiva   | Vuelta rápida                                                           |
| †         | Abandona, pero clasifica al completar el porcentaje requerido para ello |